# لودویک مارتن
لودویک مارتن (فرانسوی: Ludovic Martin‎؛ زادهٔ ۱۷ مارس ۱۹۷۶) دوچرخه‌سوار اهل فرانسه بود.